# Commonwealth Stadium (Edmonton)
Commonwealth Stadium – stadion sportowy w mieście Edmonton (Alberta), największy stadion w Kanadzie. Stadion powstał w 1978 roku. W 2001 roku nastąpiła jego renowacja. Rekordowa frekwencja wynosiła 62 531 widzów dnia 24 listopada 2002 roku. Stadion jest głównie używany do rozgrywania meczów zespołu Edmonton Elks w kanadyjskiej lidze futbolowej. Stadion był głównym obiektem Igrzysk Wspólnoty Narodów 1978 oraz Letniej Uniwersjady 1983. Obiekt był także jedną z aren m.in. piłkarskich Mistrzostw Świata U-19 kobiet 2002, Mistrzostw Świata U-20 2007 i Pucharu Świata w Rugby kobiet 2006, rozegrano na nim również lekkoatletyczne Mistrzostwa Świata w 2001 roku. Na stadionie odbyło się ponadto kilka edycji Grey Cup.